# Strada statale 552 del Passo Rest
La ex strada statale 552 del Passo Rest (SS 552), ora strada regionale 552 del Passo Rest (SR 552), è una strada regionale italiana, che si sviluppa in Friuli-Venezia Giulia.

## Percorso
Parte da Priuso, frazione del comune di Socchieve in Carnia, dipartendosi dalla strada statale 52 Carnica. Superata la forcella di Priuso (660 m) giunge a Caprizi ove supera il Tagliamento e si inerpica verso la Forcella del Monte Rest attraverso un percorso molto tortuoso. Giunta ai 1052 m della Forcella entra in provincia di Pordenone. La discesa fino a Maleon è parimenti tortuosa; tale tratto della regionale è chiuso nei mesi invernali per neve. Dopo Maleon la strada tocca Tramonti di Sopra, Tramonti di Sotto, corre a fianco del lago dei Tramonti e giunge a Meduno nell'alta pianura friulana. Da qui prosegue fino a Sequals.
Dal 1º gennaio 2008 la gestione è passata alla Regione Friuli-Venezia Giulia, che ha provveduto al trasferimento delle competenze alla società Friuli Venezia Giulia Strade S.p.A..